# JoJo's Bizarre Adventure: Stone Ocean
JoJo's Bizarre Adventure: Stone Ocean (ジョジョの奇妙な冒険ストーンオーシャン, JoJo no Kimyō na Bōken Sutōn Ōshan) é a sexta temporada da animação JoJo's Bizarre Adventure produzido pelo estúdio David Production, série baseada no mangá JoJo's Bizarre Adventure  de Hirohiko Araki. Esta temporada da animação e a sexta parte do mangá, Stone Ocean.
Stone Ocean é produzido pelo estúdio de anime David Production. A série foi anunciada durante um evento transmitido ao vivo em abril de 2021. Em agosto de 2021, o primeiro trailer foi lançado durante um evento Stone Ocean no YouTube , com lançamento mundial planejado na Netflix em dezembro de 2021. No Japão, a série também será televisionada em Tokyo MX , BS11 e MBS começando um mês depois, em janeiro de 2022.
Passado em 2011, Jolyne Cujoh foi condenada por 15 anos de prisão depois de se envolver em um acidente de carro e ser acusado de homicídio. Ela está presa na Prisão Green Dolphin Street, na Flórida, apelidada de "Aquário". Seu pai, Jotaro Kujo, dá a ela um pingente que faz com que um misterioso poder desperte dentro dela. Quando uma série de eventos inexplicáveis ocorrem, Jotaro informa sua filha que um discípulo de DIO a incriminou para que ele pudesse matá-la na prisão, e a encoraja a escapar.

## Elenco
| Personagem     | Seiyū            | Dublador(a)      |
| -------------- | ---------------- | ---------------- |
| Jolyne Cujoh   | Fairouz Ai       | Patt Souza       |
| Jotaro Kujo    | Daisuke Ono      | Wilken Mazzei    |
| Ermes Costello | Mutsumi Tamura   | Tatiane Keplmair |
| Foo Fighters   | Mariya Ise       | Vii Zedek        |
| Weather Report | Yuichiro Umehara | Roberto Garcia   |
| Narciso Anasui | Daisuke Namikawa | Márcio Araújo    |
| Emporio Alniño | Atsumi Tanezaki  | Gabriel Martins  |
| DIO            | Takehito Koyasu  | Francisco Júnior |
| Enrico Pucci   | Tomokazu Seki    | Duda Espinoza    |

## Lista de Episódios
| # | Nº da série | Título | Título em Português | Diretor(es) de Episódio | Roteirista | Exibição original |
| - | ----------- | ------ | ------------------- | ----------------------- | ---------- | ----------------- |
| 1 | 153         | ASA    | ASA                 | —                       | —          | dezembro 2021     |